# Orchard Lake Village
Orchard Lake Village es una ciudad ubicada en el condado de Oakland en el estado estadounidense de Míchigan. En el Censo de 2010 tenía una población de 2375 habitantes y una densidad poblacional de 222,3 personas por km².

## Geografía
Orchard Lake Village se encuentra ubicada en las coordenadas 42°35′22″N 83°22′17″O / 42.58944, -83.37139. Según la Oficina del Censo de los Estados Unidos, Orchard Lake Village tiene una superficie total de 10.68 km², de la cual 6.33 km² corresponden a tierra firme y (40.75%) 4.35 km² es agua.

## Demografía
Según el censo de 2010, había 2375 personas residiendo en Orchard Lake Village. La densidad de población era de 222,3 hab./km². De los 2375 habitantes, Orchard Lake Village estaba compuesto por el 83.92% blancos, el 6.36% eran afroamericanos, el 0% eran amerindios, el 7.37% eran asiáticos, el 0.04% eran isleños del Pacífico, el 0.21% eran de otras razas y el 2.11% pertenecían a dos o más razas. Del total de la población el 1.14% eran hispanos o latinos de cualquier raza.

## Educación
Las Walled Lake Consolidated Schools sirve una sección pequeña de la ciudad.